# 丸田恭介
丸田 恭介（まるた きょうすけ、1986年5月20日 - ）は、日本中央競馬会 (JRA) ・美浦トレーニングセンターに所属する騎手。特技はサッカー。座右の銘は「誠心誠意」。愛称は「マルキョー」、「マルちゃん」。

## 来歴
中学3年時にJRA競馬学校騎手課程を受験するが不合格となり、北海道旭川東高等学校に進学、翌年合格して高校を中退する。
2003年、4月に競馬学校騎手課程第22期生として入学。入学時の同期には的場勇人らがいる。
実技の習得が遅れ途中で1年留年するも、2006年12月16日に中山競馬場で行われた模擬レースでタマモスオードに騎乗し1着となる。
2007年、2月に競馬学校を第23期生として卒業し騎手免許を取得する。卒業時の同期には藤岡康太らがいる。卒業式後の祝賀会では「スポーツマン大賞」を受賞。3月3日に行われた中京競馬場での第2競走で、6番人気だったノースリヴァーに騎乗して初騎乗を果たすも最下位の16着だった。5月26日に東京競馬場で行われた第5競走を、6番人気だったグラスレンヌで勝利し、26戦目で初勝利を挙げる。1年目の目標は50勝を挙げることであったが結果は3勝だった。しかし、翌2008年は31勝を挙げた。
2009年、4月19日に福島競馬場で行われた第5競走でエイシンワールドに騎乗して2位入線したが、最後の直線走路で急に内側に斜行してアルマダ（香港のアルマダと同名馬）の走行を妨害したため11着に降着となり、その後自身初の騎乗停止処分を受けた。期間は4月25日から5月10日まで開催日6日間で、さらにこの結果制裁点22点が加算され当年1月4日から施行されている新しい制裁基準となってから初の再教育受講騎手となった（再教育受講は自身2度目）。しかし、年間では前年を上回る49勝を上げた。
2010年、3月20日に中京競馬場で行われた第4競走でブルーエンジェルに騎乗して4位入線したが、最後の直線走路で急に外側に斜行し、トウショウチャンスに騎乗していた田面木博公騎手を落馬させたため失格となり、さらに第10競走でシンボリローレンスに騎乗し2位入線したものの、最後の直線走路で急に内側に斜行し、トレジャーハントとナリタジャングルの走行を妨害したため8着に降着となり、合計10日間の騎乗停止となった。これは2009年のNHKマイルカップで吉田豊騎手がサンカルロに騎乗し、2度の進路妨害で8日間の騎乗停止を抜く記録となった。7月24日に函館競馬場にて行われた第1競走でダイヤヘルメスに騎乗して勝利し、JRA通算100勝を達成する。11月20日に福島競馬場で行われた福島記念で12番人気のダンスインザモアに騎乗し、道中最後方ながら最後の直線で大外から差し切り重賞初制覇を達成した。
2014年のサマースプリントシリーズではリトルゲルダで北九州記念（GIII）、セントウルステークス（GII）を制する。
2014年12月14日、カペラステークスをダノンレジェンドで制し、ダートのJRA重賞レース初勝利。
2018年4月、所属していた宗像厩舎を離れフリーとなる。
2022年3月27日、宗像厩舎に所属するナランフレグで高松宮記念を制し、デビューから16年目にして悲願のGI初勝利を挙げた。レース後のインタビューでは「宗像先生にはお世話になりっぱなしで、何か一つでもと思っていました。大きな舞台で恩返しができて、本当にありがたいです。 」と涙した。翌年2023年の同競走でも4着に入った。
2023年5月28日、第90回東京優駿ではホウオウビスケッツ鞍上としてデビュー17年目にして日本ダービー初騎乗。本番3週間前からほぼ毎日騎乗しており、当日は横山和生騎手が騎乗していた時よりも落ち着いていて状態も良かったという。スタートは好調であったものの、最後は力尽きて6着。勝馬とは0.2秒差であった。レースについては「真面目な馬なので、かわされた瞬間、力が入ってしまい、１～２コーナーではガツンと噛んでしまいました。でも、向こう正面では落ち着いてくれて、直線を向く手前からは反応がありました。直線で先頭に立とうか?!という場面を作った時には夢を見ました」と語っており、「ビスケッツは良く頑張ってくれたけど、自分としては勝つ事しか考えずに乗っていたので、悔しかったです。目の前にダービージョッキーの称号が見えただけに、悔しく感じました」と語った。

## 騎乗成績
|            | 日付           | 競馬場・開催  | 競走名             | 馬名               | 頭数 | 人気 | 着順 |
| ---------- | -------------- | ------------- | ------------------ | ------------------ | ---- | ---- | ---- |
| 初騎乗     | 2007年3月3日   | 1回中京1日2R  | 3歳未勝利          | ノースリヴァー     | 16頭 | 6    | 16着 |
| 初勝利     | 2007年5月26日  | 3回東京3日5R  | 3歳未勝利          | グラスレンヌ       | 16頭 | 6    | 1着  |
| 重賞初騎乗 | 2008年12月13日 | 2回中京5日11R | 中日新聞杯         | マイネルスターリー | 17頭 | 12   | 7着  |
| 重賞初勝利 | 2010年11月20日 | 3回福島9日11R | 福島記念           | ダンスインザモア   | 16頭 | 12   | 1着  |
| GI初騎乗   | 2010年5月16日  | 2回東京8日11R | ヴィクトリアマイル | シセイカグヤ       | 18頭 | 14   | 14着 |
| GI初勝利   | 2022年3月27日  | 2回中京6日11R | 高松宮記念         | ナランフレグ       | 18頭 | 8    | 1着  |

| 年度   | 1着 | 2着 | 3着 | 騎乗数 | 勝率 | 連対率 | 複勝率 |
| ------ | --- | --- | --- | ------ | ---- | ------ | ------ |
| 2007年 | 3   | 9   | 5   | 127    | .024 | .094   | .134   |
| 2008年 | 31  | 45  | 35  | 536    | .058 | .142   | .207   |
| 2009年 | 48  | 60  | 57  | 714    | .067 | .151   | .231   |
| 2010年 | 39  | 37  | 36  | 623    | .063 | .122   | .180   |
| 2011年 | 41  | 36  | 55  | 683    | .060 | .113   | .193   |
| 2012年 | 52  | 46  | 41  | 618    | .084 | .159   | .225   |
| 2013年 | 40  | 53  | 51  | 658    | .061 | .141   | .219   |
| 2014年 | 26  | 29  | 28  | 610    | .043 | .090   | .136   |
| 2015年 | 26  | 31  | 27  | 560    | .046 | .102   | .150   |
| 2016年 | 29  | 25  | 35  | 495    | .059 | .109   | .180   |
| 2017年 | 22  | 34  | 34  | 536    | .041 | .104   | .168   |
| 2018年 | 16  | 26  | 34  | 533    | .030 | .079   | .143   |
| 2019年 | 22  | 17  | 15  | 365    | .060 | .107   | .148   |
| 2020年 | 12  | 15  | 20  | 380    | .032 | .071   | .124   |
| 2021年 | 17  | 23  | 26  | 397    | .043 | .101   | .166   |
| 2022年 | 11  | 20  | 26  | 430    | .026 | .072   | .133   |
| 2023年 | 10  | 18  | 20  | 380    | .026 | .074   | .126   |
| 通算   | 445 | 524 | 545 | 8645   | .051 | .112   | .175   |

## 主な騎乗馬
- ダンスインザモア（2010年福島記念）
- リトルゲルダ（2014年北九州記念、セントウルステークス）
- ダノンレジェンド（2014年カペラステークス、2015年黒船賞[14]、東京スプリント[15]）
- ソルヴェイグ （2016年函館スプリントステークス）[16]
- ライジングリーズン（2017年フェアリーステークス）[17]
- メドウラーク（2018年七夕賞）[18]
- ホウオウイクセル（2021年フラワーカップ）
- ナランフレグ（2022年高松宮記念）

## エピソード
- 騎手を目指したきっかけとなったレースは、スペシャルウィークが勝った1999年の天皇賞（秋）である[19]。
- 目標としているのはランフランコ・デットーリ、横山典弘、吉田豊の各騎手[2]で、競馬学校時代の一番の思い出は模擬レースである。
- 家庭に金銭的余裕がなく、競馬学校時代の厩舎実習の折に実家に帰省した際、自らの学費捻出のため実家の家庭菜園の一部が隣の看板屋の駐車場になっていたことに気づいた[20]。
- 2022年高松宮記念の勝利騎手インタビューにて、ガッツポーズについて問われた際は「ファンの方からもっと喜んでいい[21]と言われて、大きくガッツポーズをしました」と、ファンの声援に応えてのことだったと明かした[22]。
- 自身の愛称が由来[23][24]の『マルチャン[25]』という競走馬がおり、丸田自らの騎乗により2022年10月8日初勝利をあげた。
- 競馬学校時代から人に愛される性格と教官から評されており[2]、同期や競馬関係者の話でも人柄の良さをよく挙げられている[26][27]。ただし本人は主に2歳年下が多い第23期生の中ではいじられキャラだと話している[28]。
- 美浦の後輩である山田敬士が競走距離誤認を起こしてしまった際、当日夜に『これで終わりじゃないから』と励ました[29][30]。
- 日本ダービー初騎乗となった第90回東京優駿の騎乗騎手紹介の際、同レースに騎乗する武豊に『丸田だけ声援がなかったらどうする？』といじられた[13]。
- 初騎乗となった第90回目のダービーでは、6着であったが、その際に「レース後、オーナーから『馬主をやっていて良かった』と言っていただけました。純粋に嬉しいと思う反面、余計に悔しく感じました。僕がもっと上手く乗れていればダービーオーナーになれていたのかも、と考えると自分が情けない気持ちになりました」と語り涙を流していた[13]。
- 第23期生の同期である藤岡康太が落馬事故により亡くなった週に開催された2024年4月14日の福島競馬のメイン競走・福島民報杯をリフレーミングで制した際は、ゴール後に『remembered forever K.F』と刺繍されている靴下の上を何度も叩いた。また「（藤岡）康太が乗っていた馬で、縁がある馬だと思っていました。夢半ばで亡くなった同期を思うと、恥ずかしい競馬はできない、かっこいい競馬をしようと思っていました。よく伸びてくれました。強かったです」とコメントした[31]。しかしながらレース翌日に行われた合同葬には食あたりを起こしてしまったがために参列できなかった[32]。